# 希尔达·卡梅伦
希尔达·卡梅伦（英語：Hilda Cameron，1912年8月14日—2001年4月24日），加拿大女子田径运动员，主攻短跑。她曾代表加拿大参加1936年夏季奥林匹克运动会田径比赛，获得女子4×100米接力铜牌。